# Miquel Àngel Giner Bou
Miguel Ángel Giner Bou (Benetússer, 1969) és un dibuixant i guionista de còmic valencià, la carrera del qual està molt lligada a la de la seva parella Cristina Durán amb qui va aconseguir el seu primer gran reconeixement per l'àlbum autobiogràfic Una posibilidad entre mil.
El 2019 fou guardonat amb el Premi Nacional del Còmic per la novel·la gràfica El día 3, juntament amb Cristina Durán i Laura Ballester. El còmic tracta sobre l'accident de metro a València del 2006 basant-se en el llibre d'investigació de Laura Ballester. És una crònica del drama social «des del respecte» i amb una narrativa que sap equilibrar «l'emoció, l'excel·lència gràfica i l'ús de potents metàfores visuals», tal com va destacar el jurat encarregat d'atorgar el premi.

## Biografia
Giner Bou és llicenciat per la Facultat de Belles Arts de València. L'any 1993 va obrir amb la que és la seva parella, Cristina Durán, i Robin i Alberto Botella LaGRUAestudio dedicant-se al còmic i la il·lustració. És professor de Guió i narració gràfica al Màster en Disseny i Il·lustració que s'imparteix a la Universitat Politècnica de València i l'Escola Superior d'Arts i Tecnologia. Des de 1997 forma part de la junta directiva de l'Associació Professional d'Il·lustradors de València.
La seva primera novel·la gràfica amb Cristina Durán, Una posibilidad entre mil va ser publicada l'any 2009 per Ediciones Sins Entido. El setembre de 2011 se'n va publicar la tercera edició ampliada i amb un pròleg d'Eduard Punset. Giner Bou i Durán narren els tres primers anys de vida de la seva filla Laia, que passa entre hospitals i centres de rehabilitació. Aquesta obra va ser finalista al Premio Nacional de Còmic 2010 atorgat pel Ministerio de Cultura; a França va ser editada per Dargaud i va aconseguir l'accèssit ex aequo al 1r Trophée Les Bds qui font la différence.
El 2011 va realitzar amb Duran Pillada por ti, encàrrec del Ministeri de Sanitat, Política Social i Igualtat, que va dirigida als adolescents per prevenir la violència sexista.
L'any 2012 es va publicar La máquina de Efrén, la segona part de la història que relata el procés d'adopció de la segona filla de la parella, Selam, a Etiòpia.

## Guardons i nominacions
- Finalista del Premio Nacional de Cómic entregat pel Ministerio de Cultura per Una posibilidad entre mil (2010)[9]
- Finalista del Premio Nacional de Cómic entregat pel Ministerio de Educación, Cultura y Deporte per La máquina de Efrén (2013)[10]
- Nominada al 1r Trophée "Les Bds qui font la différence sur les personnes en situation de handicap" de l'associació Sans Tambour ni Trompette i el Festival International de la Bande Dessinée d'Angoulême per Una posibilidad entre mil (2011)[11]
- Premi Turia a la millor contribució cultura del còmic per Una posibilidad entre mil i La máquina de Efrén (2012)[12]
- Medalla de Plata Honorífica de Benetússer (2014)[13]
- Premi Flash-Back per Una posibilidad entre mil i La màquina de Efrén (2013)[14]
- Finalista als Premios de la Crítica Dolmen en les categories de millor obra nacional i millor guió per La máquina de Efrén (2012)[15]
- Nominada a millor obra d'autor espenyol al 31r Saló Internacional de Còmic de Barcelona per La máquina de Efrén (2013)[16]
- Premi Ciutat de Palma de Còmic 2016 per El día 3[17]
- Guanyador del premi pel Millor Guió per El día 3 al SplashSagunt Festival del Còmic de la Comunitat Valenciana (2019)[18]
- Premi Nacional del Còmic de 2019 per la novel·la gràfica El día 3.[19]

## Obres
- El rei cec (2005)
- Una posibilidad entre mil amb Cristina Durán (2009)[7]
- El corsari negre (2009)
- Quina canya de tisora! (2008)
- Pillada por ti o Boja per tu amb Cristina Durán (2011)[7][20]  Arxivat 2015-04-20 a Wayback Machine.
- La máquina de Efrén amb Cristina Durán (2012)[7]
- El Segle d'Or Valencià amb Cristina Durán (2014)[1]
- El bote de mermelada[21] i Ondas en el río amb Cristina Durán[22] a l'obra col·lectiva Viñetas de vida d'Oxfam Intermón[23] (2a edició de l'editorial Astiberri[24]) Disponible a l'aplicació gratuïta del mòbil COMIC ON TOUR.[25]
- Cuando no sabes qué decir amb Cristina Durán[26] (2015)[27]
- ¿Qué vas a hacer ahora? amb Rubén Gil (2015)[28]
- Anna Dèdalus Detectiu amb Núria Tamarit i Xulia Vicente (Andana Editorial, 2015)[29]
- Vicente Blasco Ibáñez. Una vida apasionante amb Miguel Ángel Giner (Ajuntament de València, 2017)[30]
- El día 3 amb Cristina Durán (Astiberri, 2018)[31]